# Opstand van Kust-Vlaanderen

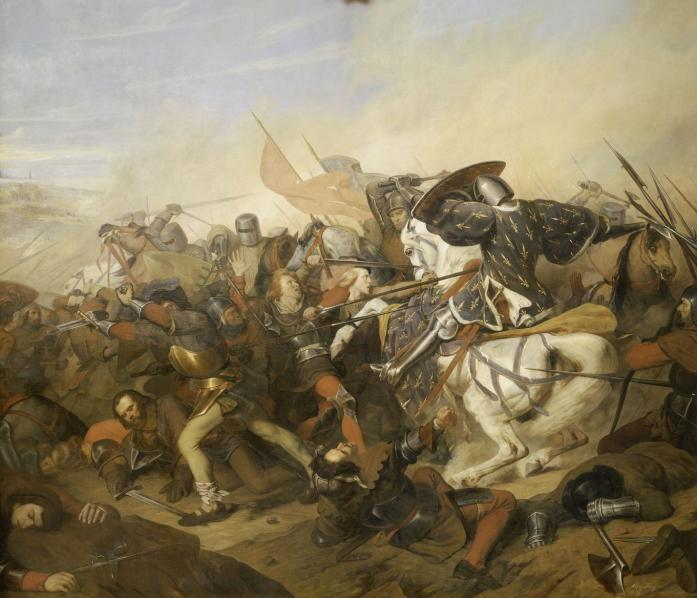
De Slag bij Kassel beëindigde de opstand. romantisch schilderij uit 1837 door Hendrik Scheffer.

De Opstand van Kust-Vlaanderen was een opstand van kerels (boeren) en stedelingen die in het Vlaamse kustgebied ontstond en zich uitbreidde naar bijna het hele graafschap Vlaanderen. De opstand brak uit in november 1323 met rellen op het platteland, veroorzaakt door de verhoging van de belastingen opgelegd door de nieuwe graaf van Vlaanderen Lodewijk II van Nevers, om de betaling van het Verdrag van Athis-sur-Orge te innen voor koning Karel IV van Frankrijk. Tegen 1325 was het overgrote deel van Vlaanderen bezet door de opstandelingen. De pro-Franse graaf Lodewijk vroeg koning Karel IV om hulp. De opstand eindigde op 23 augustus 1328 met de Slag bij Kassel, waarin een Frans leger de Vlaamse rebellen beslissend versloeg.

## Boerenopstand tegen belasting
In september 1322 stierf de oude graaf Robrecht III van Vlaanderen. De graaf wordt opgevolgd door zijn kleinzoon Lodewijk I van Vlaanderen. In 1320 was Lodewijk getrouwd met Margaretha van Frankrijk, de tweede dochter van koning Filips V van Frankrijk. Lodewijk was opgevoed aan het Franse hof en brak met de anti-Franse politiek van zijn grootvader Robrecht III. In plaats daarvan startte Lodewijk een anti-Engels beleid dat schadelijk was voor de lakenindustrie van de Vlaamse steden. Tevens verhoogde hij de belastingen om de boetes van het Verdrag van Athis-sur-Orge te kunnen betalen. De boete was opgelegd door de Franse koning na de Vlaamse opstand van 1297-1305.
De opstand begon met een reeks rellen op het platteland in november-december van 1323. Ze werd veroorzaakt door de slechte oogst van 1323, weigering om tienden en belastingen aan de graaf te betalen en haat jegens de adel en het gezag. De opstand werd geleid door landeigenaren zoals Jacob Peyt en Nicolaas Zannekin. Leden van de lokale adel voegden zich bij de opstanden, de burgemeester van Brugge, Willem de Deken, werd de leider.
Nicolaas Zannekin vluchtte naar Brugge, vanwaar de opstand zich verder verspreidde. Zannekin won de naburige steden Roeselare, Poperinge, Nieuwpoort, Veurne, Duinkerke, Kassel, Belle voor de opstand. De nieuwe graaf van Vlaanderen, Lodewijk, arriveerde in januari 1324 voor het eerst in Vlaanderen, maar had geen leger om de opstand het hoofd te bieden. Hij onderhandelde met de rebellen en in april 1324 werd de Vrede van Sint-Andreas gesloten, waarin de klachten van het volk over de malversaties van belastingcollectanten werden erkend.

## De opstand tegen de macht van de graaf
De agitatie ging echter door na de moord op een ambachtman door een ridder en de arrestatie van zes Brugse burgers door de graaf in Kortrijk. Brugge nam de wapens op en de graaf werd gevangengenomen door de inwoners van Kortrijk. De graaf werd naar Brugge gebracht, waar verschillende van zijn metgezellen op 21 juni 1325 werden geëxecuteerd. De Brugse inwoners kozen Robrecht van Kassel, de jongste zoon van Robert III en dus de oom van de graaf van Vlaanderen, tot regent van Vlaanderen ("Ruwaard") om hen te leiden in een expeditie ter belegering van Gent (15 juli 1325). De rebellen werden versterkt door opstandige inwoners uit Ieper en Gent, die uit hun steden waren verdreven.
Koning Karel IV van Frankrijk stuurde ambassadeurs naar Vlaanderen, die voorstelden de grieven van het volk tegen de graaf aan zijn koninklijke arbitrage te onderwerpen. Als voorwaarde om de onderhandelingen te beginnen, eisten de rebellen de onderwerping van Gent. Tevergeefs riep de koning Robrecht van Kassel naar Parijs (19 september 1325) en benoemde Jan I van Namen tot 'Ruwaard van Vlaanderen'. Op 4 november excommuniceerden de bisschop van Senlis en de abt van St. Denis op verzoek van de koning de Vlaamse rebellen en dreigde ook de Franse koning militair in te grijpen. Na de excommunicatie verbrak Robrecht van Kassel de banden met de rebellen en voegde zich bij de koning.
Graaf Lodewijk van Vlaanderen werd voor kerstmis vrijgelaten en op 18 februari 1326 vergaf hij Brugge en zwoer hij de gewoonten en vrijheden van de Vlaamse steden te respecteren. Vervolgens ging hij naar de koning in Parijs. Uiteindelijk werd een voorlopig vredesverdrag gesloten door de ambassadeurs van de koning (De vrede van Arke) en werd het verdrag geratificeerd in Val Merrick, nabij Corbeil op 19 april 1326. Op 26 april werd de ban op Vlaanderen opgeheven.

## Onderdrukking door de koning van Frankrijk
Na de dood van Karel IV brak in februari 1328 de opstand van de Vlaamse steden opnieuw uit. Lodewijk vroeg de nieuwe koning, Filips VI van Frankrijk, bij zijn kroning op 29 mei in Reims om de graaf tegen zijn burgers te helpen. De koning stemde ermee in en het koninklijke leger werd opgeroepen om op 22 juli bij Arras bijeen te komen. De rebellen streden tegen het koninklijke leger in de slag bij Kassel op 23 augustus 1328 en werden verslagen. Nicolaas Zannekin werd gedood.
Na zijn overwinning keerde de koning terug naar Frankrijk en gijzelde burgers om goed gedrag onder de burgers van Brugge en Ieper af te dwingen. De burgemeester van Brugge, Willem de Deken, werd uitgeleverd aan Frankrijk en geëxecuteerd in Parijs.
De graaf van Vlaanderen werd verantwoordelijk gemaakt voor de bestraffing van de samenzweerders. De steden Brugge, Ieper, Kortrijk, Diksmuide, Veurne, Oostende, Aardenburg, IJzendijke, Dendermonde en Geraardsbergen werden veroordeeld tot hoge boetes. De eigendommen van degenen die deelnamen aan de Slag bij Kassel werden in beslag genomen en verdeeld onder de trouwe aanhangers van de graaf. Honderden opstandelingen werden terechtgesteld. De privileges van alle steden behalve Gent werden ingetrokken of beperkt. In Brugge werden de burgers gedwongen de graaf te ontmoeten op het kasteel van Male en zich op hun knieën te werpen, te smeken om zijn genade. In Ieper, werd de klok van het belfort vernietigd. Ten slotte gaf de koning de opdracht, in zijn brieven van 20 december 1328, de vestingwerken van de steden Brugge, Ieper en Kortrijk af te breken.

## Nasleep
Toen de Honderdjarige Oorlog begon in 1337, bleef Lodewijk standvastig in zijn pro-Franse beleid, ondanks de economische afhankelijkheid van het graafschap van  de Engelse wol. Zijn acties leidden tot een Engelse boycot van de wolhandel, wat op zijn beurt leidde tot een nieuwe opstand onder Jacob van Artevelde. In 1339, negen jaar later na de opstand van Kust-Vlaanderen, vluchtte de graaf uit Vlaanderen. Lodewijk sneuvelde in de slag bij Crécy in 1346.